# Aristolochia buntingii
Aristolochia buntingii är en piprankeväxtart som beskrevs av H. W. Pfeifer. Aristolochia buntingii ingår i släktet piprankor, och familjen piprankeväxter. Inga underarter finns listade i Catalogue of Life.